# Саме
Саме́ или Самер (фр. Samer) — коммуна во Франции, регион О-де-Франс, департамент Па-де-Кале, округ Булонь-сюр-Мер, кантон Девр. Расположена в 13 км к юго-востоку от Булонь-сюр-Мер и в 5 км от автомагистрали А16 «Европейская».
Население (2018) — 4 611 человек.

## Достопримечательности
- Церковь Святого Мартина XVII века в стиле пламенеющая готика
- Шато Гран-Молине (Grand-Molinet) XVIII века
- Руины аббатства Святого Вильмера XV века
- Два музея — искусств и естественной истории

## Экономика
Структура занятости населения:
- сельское хозяйство — 1,1 %
- промышленность — 21,2 %
- строительство — 10,3 %
- торговля, транспорт и сфера услуг — 26,8 %
- государственные и муниципальные службы — 40,6 %

Уровень безработицы (2017) — 15,0 % (Франция в целом — 13,4 %, департамент Па-де-Кале — 17,2 %). 

Среднегодовой доход на 1 человека, евро (2017) — 19 020 (Франция в целом — 21 110, департамент Па-де-Кале — 18 610).

## Демография
Динамика численности населения, чел.

## Администрация
Пост мэра Саме с 2006 года занимает Клод Байи (Claude Bailly). На муниципальных выборах 2020 года возглавляемый им левый список был единственным.
| Период | Период | Фамилия      | Партия       | Примечания |
| ------ | ------ | ------------ | ------------ | ---------- |
| 1959   | 1989   | Жан Базильен |              |            |
| 1989   | 2006   | Ив Доре      |              |            |
| 2006   |        | Клод Байи    | Разные левые |            |